# Худаюжна
Худаюжна (словен. Hudajužna) — поселення в общині Толмин, Регіон Горишка, Словенія. Висота над рівнем моря: 391,2 м. Розташоване в долині річки Бача.